# فهرست ترانه‌های ضبط‌شده توسط لرد

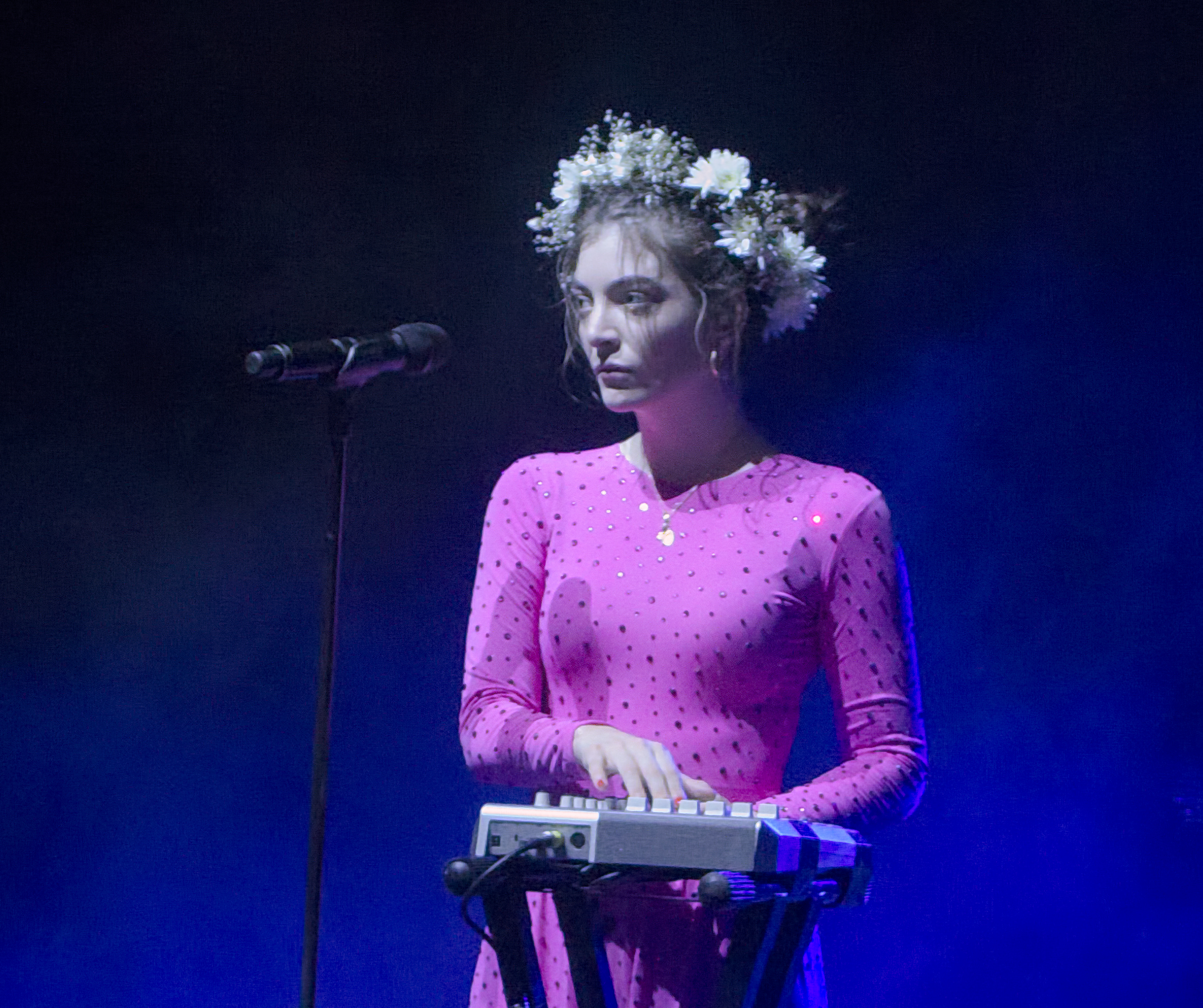
لرد هنگام اجرا در نوامبر ۲۰۱۷

لرد (الا یلیچ-اوکانر) خواننده و ترانه‌نویس اهل نیوزیلند است که تاکنون ترانه‌هایی را برای دو آلبوم استودیویی، یک آلبوم چندآهنگه (ای‌پی) و چندین اجرای مهمان ضبط و منتشر کرده‌است. او در سن ۱۳ سالگی، قرارداد خود را با گروه موسیقی یونیورسال (یوام‌جی) امضاء و شروع به نوشتن موسیقی کرد. در نوامبر ۲۰۱۲ هنگامی که ۱۶ ساله بود، اولین ای‌پی‌اش را با نام ایی‌پی باشگاه عشق به عنوان ناشر مؤلف از طریق ساوندکلاود منتشر کرد. این ای‌پی در مارس ۲۰۱۳ توسط یوام‌جی برای خرید در دسترس قرار گرفت. در سپتامبر ۲۰۱۳، لرد اولین آلبوم استودیویی خود به نام قهرمان محض را منتشر کرد که شامل تک‌آهنگ بین‌المللی «سلطنتی‌ها» نیز می‌شد. این ترانه توسط لرد و جوئل لیتل نوشته و تولید شده‌است. نسخه گسترده قهرمان محض شامل ترانه‌هایی از ای‌پی باشگاه عشق و همچنین ترانه‌ای با عنوان «بهتر نیست» بود، این ترانه همچنین توسط لرد و جوئل لیتل نوشته شده‌است.
مدتی بعد، لرد ترانه «همه می‌خواهند بر جهان حکومت کنند» (که در ابتدا توسط گروه تی‌یرز فور فی‌یرز ضبط شده‌است) را برای موسیقی متن بازی‌های گرسنگی: اشتعال بازخوانی کرد که در ماه نوامبر همان سال منتشر شد. در ۲۰۱۴، او در ترانه «آسان (صفحه نمایش سوئیچ)» از ای‌پی کلمات متناوب سان لوکس به عنوان هنرمند مهمان ظاهر شد. علاوه بر این، لرد چهار ترانه را برای موسیقی متن بازی‌های گرسنگی: زاغ مقلد - بخش ۱ ضبط کرد. سال بعد، او ترانه «آهن‌ربا» برای آلبوم سیاه‌گوش از دیسکلوژر را با آوازهای ارائه داده خود نوشت. در سال ۲۰۱۷، لرد دومین آلبوم استودیویی خود، ملودراما را منتشر کرد. این آلبوم توسط لرد و جک آنتونوف نوشته و تولید شده‌است.

## ترانه‌ها

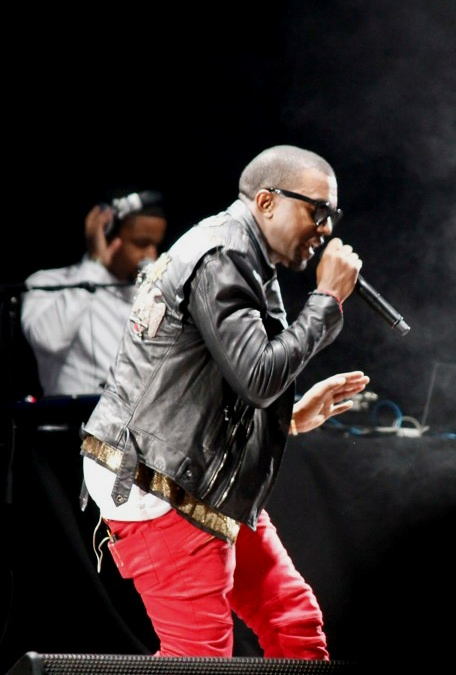
کانیه وست «سوسو زدن» را برای نسخه دوباره‌کار «شراره‌های زرد آتش» از آلبوم زاغ مقلد تهیه کرده‌است.

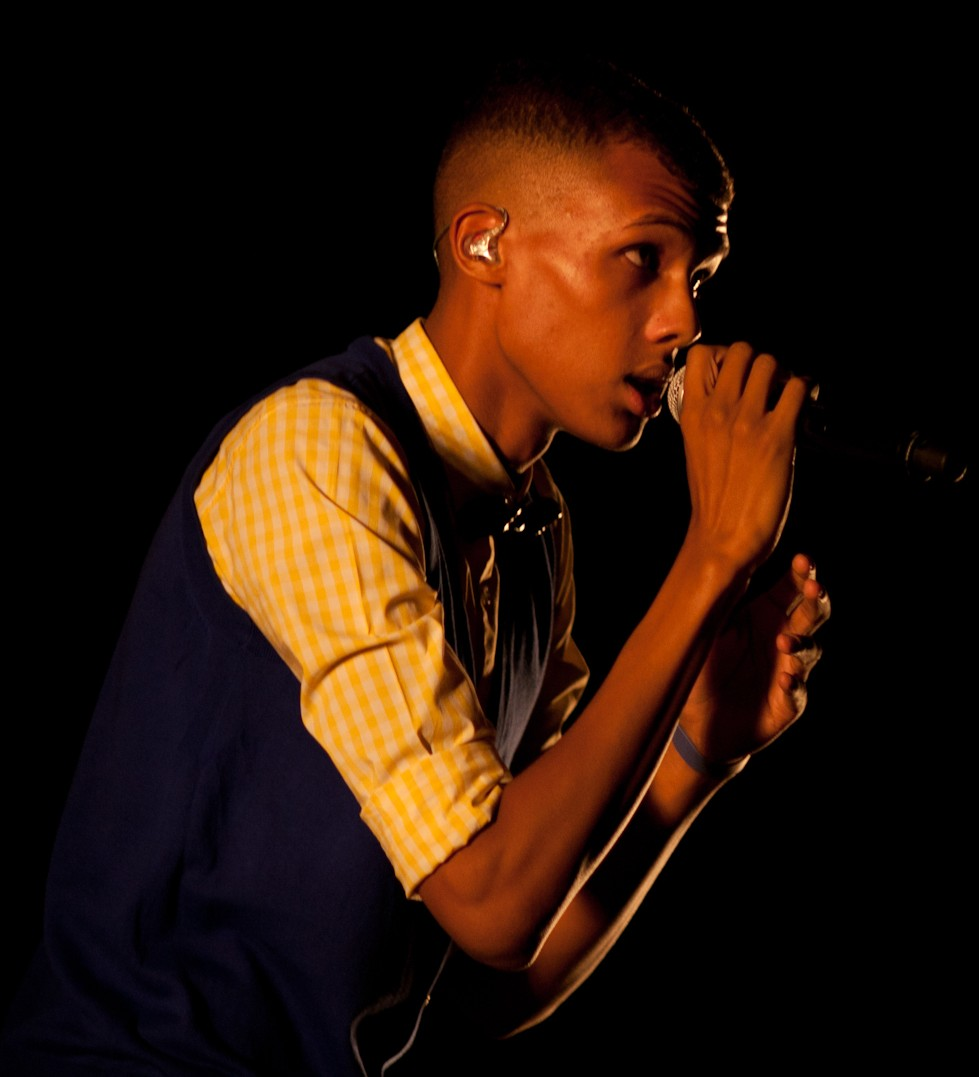
لرد در ترانه «فروگداخت» در موسیقی متن ذاغ مقلد با استرومای همراهی کرد.

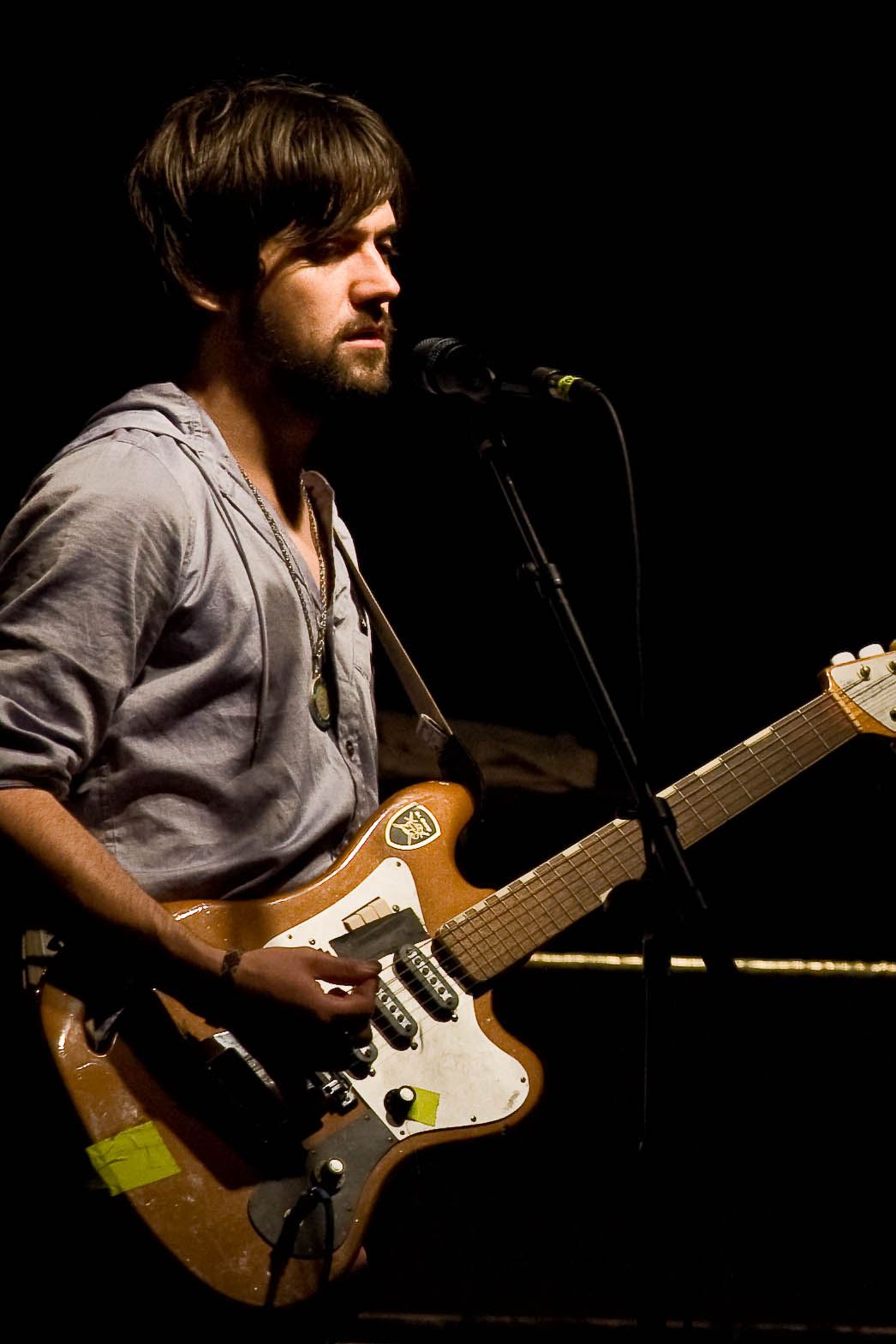
لرد نسخه بازخوانی «آهنگ نردبان» که توسط کانر اوبرست نوشته شده بود را ضبط کرد.

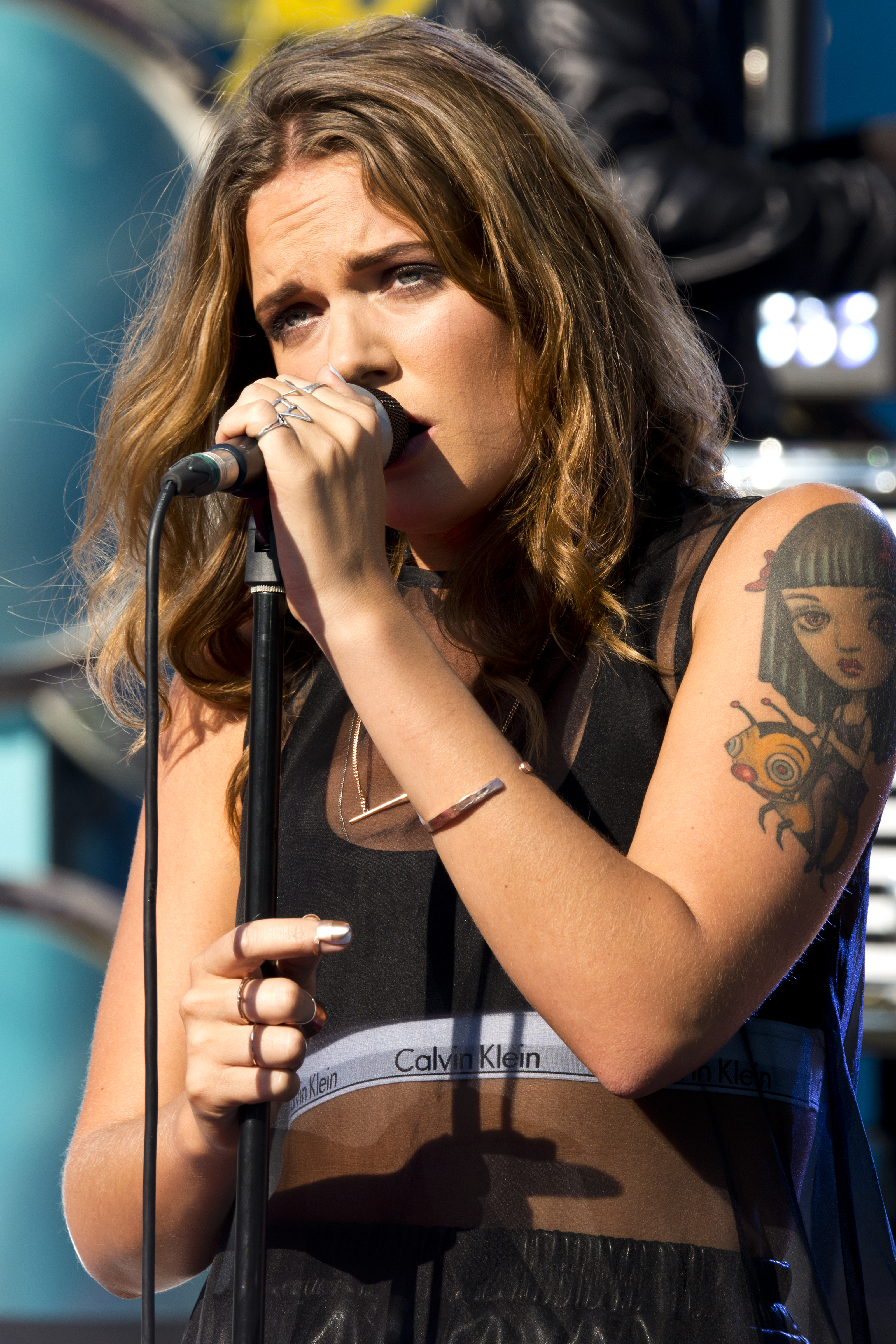
تو لو، خواننده پاپ سوئدی «دینامیت خانگی» را برای آلبوم ملودراما نوشت.

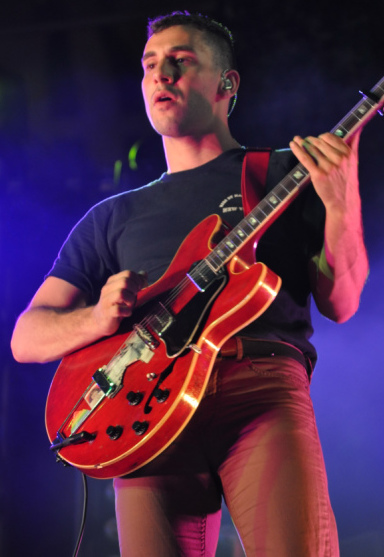
جک آنتونوف به عنوان نویسنده و تهیه‌کننده بیشتر ترانه‌های ملودراما با لرد همکاری کرد.

| Indicates song released as a single | نشان‌دهنده ترانه‌هایی است که به عنوان تک‌آهنگ منتشر شده‌اند. |

| ترانه                                         | هنرمند(ها)                                      | نویسنده(ها) | آلبوم                             | سال  | م.                 |
| --------------------------------------------- | ----------------------------------------------- | --- | --------------------------------- | ---- | ------------------ |
| «اسکناس میلیون دلاری»                         | لرد                                             | - الا یلیچ-اوکانر - جوئل لیتل                                                                                       | ایی‌پی باشگاه عشق                  | ۲۰۱۲ | [ ۴ ]              |
| «باشگاه عشق»                                  | لرد                                             | - الا یلیچ-اوکانر - جوئل لیتل                                                                                       | ایی‌پی باشگاه عشق                  | ۲۰۱۲ | [ ۴ ]              |
| «سلطنتی‌ها»                                    | لرد                                             | - الا یلیچ-اوکانر - جوئل لیتل                                                                                       | ایی‌پی باشگاه عشق قهرمان محض       | ۲۰۱۲ | [ ۴ ] [ ۵ ] [ ۱۴ ] |
| «شجاعت ظاهری»                                 | لرد                                             | - الا یلیچ-اوکانر - جوئل لیتل                                                                                       | ایی‌پی باشگاه عشق                  | ۲۰۱۲ | [ ۴ ] [ ۱۵ ]       |
| «گازگرفتن پایین»                              | لرد                                             | - الا یلیچ-اوکانر - جوئل لیتل                                                                                       | ایی‌پی باشگاه عشق                  | ۲۰۱۲ | [ ۴ ]              |
| «مهمانی چرخشی»                                | لرد                                             | - پل وستربرگ | ایی‌پی باشگاه عشق                  | ۲۰۱۲ | [ ۱۶ ]             |
| «۴۰۰ لوکس»                                    | لرد                                             | - الا یلیچ-اوکانر - جوئل لیتل                                                                                       | قهرمان محض                        | ۲۰۱۳ | [ ۵ ]              |
| «بهتر نیست»                                   | لرد                                             | - الا یلیچ-اوکانر - جوئل لیتل                                                                                       | قهرمان محض                        | ۲۰۱۳ | [ ۶ ] [ ۷ ] [ ۱۷ ] |
| «تیم»                                         | لرد                                             | - الا یلیچ-اوکانر - جوئل لیتل                                                                                       | قهرمان محض                        | ۲۰۱۳ | [ ۵ ] [ ۱۸ ]       |
| «جهان به تنهایی»                              | لرد                                             | - الا یلیچ-اوکانر - جوئل لیتل                                                                                       | قهرمان محض                        | ۲۰۱۳ | [ ۵ ]              |
| «دنده‌ها»                                      | لرد                                             | - الا یلیچ-اوکانر - جوئل لیتل                                                                                       | قهرمان محض                        | ۲۰۱۳ | [ ۵ ] [ ۱۹ ]       |
| «زمین تنیس»                                   | لرد                                             | - الا یلیچ-اوکانر - جوئل لیتل                                                                                       | قهرمان محض                        | ۲۰۱۳ | [ ۵ ] [ ۲۰ ]       |
| «شکوه و خون»                                  | لرد                                             | - الا یلیچ-اوکانر - جوئل لیتل                                                                                       | قهرمان محض                        | ۲۰۱۳ | [ ۵ ] [ ۲۱ ]       |
| «فصل تراشیدن مو»                              | لرد                                             | - الا یلیچ-اوکانر - جوئل لیتل                                                                                       | قهرمان محض                        | ۲۰۱۳ | [ ۵ ] [ ۲۲ ]       |
| «نوجوانان دندان سفید»                         | لرد                                             | - الا یلیچ-اوکانر - جوئل لیتل                                                                                       | قهرمان محض                        | ۲۰۱۳ | [ ۵ ]              |
| «همه می‌خواهند بر جهان حکومت کنند»             | لرد                                             | - لوکاس کنتور - کریس هیوز - مایکل ای. لوین - رولاند اورزابل - ایان استنلی                                           | بازی‌های گرسنگی: اشتعال            | ۲۰۱۳ | [ ۸ ]              |
| «هنوز صانع»                                   | لرد                                             | - الا یلیچ-اوکانر - جوئل لیتل                                                                                       | قهرمان محض                        | ۲۰۱۳ | [ ۵ ]              |
| «آسان (صفحه‌نمایش سوئیچ)»                      | سان لوکس با همراهی لرد                          | - رایان لوت | دنیاهای جایگزین                   | ۲۰۱۴ | [ ۹ ] [ ۲۴ ]       |
| «ترانه نردبان»                                | لرد                                             | - کانر اوبرست | بازی‌های گرسنگی: زاغ مقلد - بخش ۱  | ۲۰۱۴ | [ ۱۰ ]             |
| «سوسو زدن (دوباره‌کار کانیه وست)»              | لرد                                             | - الا یلیچ-اوکانر - جوئل لیتل - کانیه وست - مایک دین - نوا گولدستین                                                 | بازی‌های گرسنگی: زاغ مقلد - بخش ۱  | ۲۰۱۴ | [ ۱۰ ]             |
| «شراره‌های زرد آتش»                            | لرد                                             | - الا یلیچ-اوکانر - جوئل لیتل                                                                                       | بازی‌های گرسنگی: زاغ مقلد - بخش ۱  | ۲۰۱۴ | [ ۲۵ ]             |
| «فروگداخت»                                    | استرومای با همراهی پوشا تی، کیو-تیپ، هایم و لرد | - پائول ون هیور - الا یلیچ-اوکانر - جوئل لیتل - کمال ابن جان فرید - ترنس تورنتون - الاناهایم - استه‌هایم - دانیل‌هایم | بازی‌های گرسنگی: زاغ مقلد - بخش ۱  | ۲۰۱۴ | [ ۱۰ ]             |
| «آهن‌ربا»                                      | دیسکلوژر با همراهی لرد                          | - گای لارنس - هوارد لارنس - جیمی نیپس - الا یلیچ-اوکانر                                                             | سیاه‌گوش                           | ۲۰۱۵ | [ ۱۱ ]             |
| «پول نگیر»                                    | بلیچرز                                          | - الا یلیچ-اوکانر - جک آنتونوف                                                                                      | اکنون از دست رفته بدون قطع ام‌تی‌وی | ۲۰۱۷ | [ ۲۷ ] [ ۲۸ ]      |
| «چراغ سبز»                                    | لرد                                             | - الا یلیچ-اوکانر - جک آنتونوف - جوئل لیتل                                                                          | ملودراما                          | ۲۰۱۷ | [ ۱۲ ] [ ۲۹ ]      |
| «دینامیت خانگی»                               | لرد                                             | - الا یلیچ-اوکانر - تو لو - یاکوب جرستروم - لویگ سودربرگ                                                            | ملودراما                          | ۲۰۱۷ | [ ۱۲ ]             |
| «زیادی بودن (تکرار)»                          | لرد                                             | - الا یلیچ-اوکانر - جک آنتونوف                                                                                      | ملودراما                          | ۲۰۱۷ | [ ۱۲ ]             |
| «زیادی بودن»                                  | لرد                                             | - الا یلیچ-اوکانر - جک آنتونوف                                                                                      | ملودراما                          | ۲۰۱۷ | [ ۱۲ ] [ ۳۱ ]      |
| «سوپرکات»                                     | لرد                                             | - الا یلیچ-اوکانر - جک آنتونوف                                                                                      | ملودراما                          | ۲۰۱۷ | [ ۱۲ ]             |
| «کینه/بی‌عشق»                                  | لرد                                             | - الا یلیچ-اوکانر - جک آنتونوف                                                                                      | ملودراما                          | ۲۰۱۷ | [ ۱۲ ]             |
| «لوور»                                        | لرد                                             | - الا یلیچ-اوکانر - جک آنتونوف                                                                                      | ملودراما                          | ۲۰۱۷ | [ ۱۲ ]             |
| «مکان‌های خوب»                                 | لرد                                             | - الا یلیچ-اوکانر - جک آنتونوف                                                                                      | ملودراما                          | ۲۰۱۷ | [ ۱۲ ]             |
| «نویسنده در تاریکی»                           | لرد                                             | - الا یلیچ-اوکانر - جک آنتونوف                                                                                      | ملودراما                          | ۲۰۱۷ | [ ۱۲ ]             |
| «هوشیار قسمت ۲ (ملودراما)»                    | لرد                                             | - الا یلیچ-اوکانر - جک آنتونوف                                                                                      | ملودراما                          | ۲۰۱۷ | [ ۱۲ ]             |
| «هوشیار»                                      | لرد                                             | - الا یلیچ-اوکانر - جک آنتونوف                                                                                      | ملودراما                          | ۲۰۱۷ | [ ۱۲ ]             |
| "Big Star"                                    | لرد                                             | - الا یلیچ-اوکانر - جک آنتونوف                                                                                      | سولار پاور                        | ۲۰۲۱ | [ ۳۲ ]             |
| "بلوز"                                        | کلرو #                                          | - کلر کوتریل | زنجیر                             | ۲۰۲۱ | [ ۳۳ ]             |
| «کالیفرنیا»                                   | لرد                                             | - الا یلیچ-اوکانر - جک آنتونوف                                                                                      | سولار پاور                        | ۲۰۲۱ | [ ۳۲ ]             |
| «دومینو»                                      | لرد                                             | - الا یلیچ-اوکانر - جک آنتونوف                                                                                      | سولار پاور                        | ۲۰۲۱ | [ ۳۲ ]             |
| «میوۀ افتاده»                                 | لرد                                             | - الا یلیچ-اوکانر - جک آنتونوف                                                                                      | سولار پاور                        | ۲۰۲۱ | [ ۳۲ ]             |
| «هلن تروی»                                    | لرد                                             | | سولار پاور                        | ۲۰۲۱ |                    |
| «هیچ کینه‌ای نگه نمی‌دارم»                      | لرد                                             | | سولار پاور                        | ۲۰۲۱ |                    |
| «رهبر رژیمی جدید»                             | لرد                                             | - الا یلیچ-اوکانر                                                                                                   | سولار پاور                        | ۲۰۲۱ | [ ۳۲ ]             |
| «مردی با تبر»                                 | لرد                                             | - الا یلیچ-اوکانر                                                                                                   | سولار پاور                        | ۲۰۲۱ | [ ۳۲ ]             |
| «مود رینگ»                                    | لرد                                             | - الا یلیچ-اوکانر - جک آنتونوف                                                                                      | سولار پاور                        | ۲۰۲۱ | [ ۳۲ ]             |
| «احساس اقیانوسی»                              | لرد                                             | - الا یلیچ-اوکانر                                                                                                   | سولار پاور                        | ۲۰۲۱ | [ ۳۲ ]             |
| «راه»                                         | لرد                                             | - الا یلیچ-اوکانر                                                                                                   | سولار پاور                        | ۲۰۲۱ | [ ۳۲ ]             |
| «فرشته ی مرگ»                                 | کلرو #                                          | - کلر کوتریل | زنجیر                             | ۲۰۲۱ | [ ۳۳ ]             |
| «رازهایی از یک دختر (کسی که همه چیز را دیده)» | لرد                                             | - الا یلیچ-اوکانر - جک آنتونوف - رابین کارلسون                                                                      | سولار پاور                        | ۲۰۲۱ | [ ۳۲ ]             |
| «سولار پاور»                                  | لرد                                             | - الا یلیچ-اوکانر - جک آنتونوف                                                                                      | سولار پاور                        | ۲۰۲۱ | [ ۳۲ ]             |
| «نشئگی در سالن ناخن»                          | لرد                                             | - الا یلیچ-اوکانر - جک آنتونوف                                                                                      | سولار پاور                        | ۲۰۲۱ | [ ۳۲ ]             |